# Bouconville-Vauclair
Bouconville-Vauclair es una comuna francesa, situada en el departamento de Aisne, de la región de Alta Francia.

## Demografía
| 226 | 196 | 180 | 184 | 170 | 161 | 157 | 192 |
| Para los censos de 1962 a 1999 la población legal corresponde a la población sin duplicidades (Fuente: INSEE [Consultar]) |     |     |     |     |     |     |     |